# 중국컴퓨터학회
중국컴퓨터학회는 1962년에 설립된 CCF는 국가 협회이자 독립적인 법인이며 중국과학기술협회의 회원이다.

## 소개

### 목표
중국의 컴퓨터 및 관련 분야의 학술 그룹으로, 학문적 발전과 기술 성과의 적용을 촉진하고 학문적 방향을 선도하기 위해 해당 분야 전문가의 학문적 및 경력 개발을 위한 서비스를 제공하는 것이다. 뛰어난 학문적, 기술적 성취를 이룬 개인, 기업 및 조직의 의사소통과 상호작용을 장려한다.

### 업무
매년 CCF는 자금이 부족한 수백 명의 대학의 교사와 학생들이 중국 컴퓨터 컨퍼런스(CNCC)에 참가할 수 있도록 후원하여 그들이 동기식으로 학습하고 최고의 그룹과 함께 시야를 넓힐 수 있도록 한다.
CCF는 매년 1500 + 학술 회의, 산업 및 기술 포럼 및 다양한 규모와 수준의 교육을 개최하고 수상, 대회, 컴퓨터 전문 자격 인증, 과학 대중화 및 컴퓨터 용어 승인과 같은 일련의 활동을 수행했다.
CCF는 사회적 책임을 적극적으로 수행하고, 교육, 재능, 학업 평가, 산업 정책 등 공적 주제에 관심을 기울이고, 주요 정책 및 관련 문제에 대해 정부 또는 대중에게 조언한다.

### 구조
CCF는 16개의 실무 위원회, 40개의 전문 위원회, 7개의 [컴퓨팅 + 산업] 지부 및 44개의 지역 회원 활동 센터를 가지고 있다. 3차원 및 다차원 거버넌스 구조에 의존하여 위에서 언급한 다양한 형태의 브랜드 활동을 통해 전국 및 전 세계의 컴퓨터 전문가, 기업, 과학 연구 기관 및 조직에 서비스를 제공한다. CCF의 내부 자료에는 CCCF(Letter of China Computer Federation) 뉴스레터, CCF가 후원하는 8개 저널, 다른 부서와 협력하여 편집 및 출판된 16개 저널이 포함된다. CCF는 IEEE-CS, ACM 등과 같은 국제 학술 기관과 긴밀한 유대 및 협력을 맺고 있다.

## 주요행사
- 중국 컴퓨터 컨퍼런스 (CNCC) : 2003년부터 20회에 걸쳐 개최되었다. 참가자 수는 해마다 증가하고 있으며, 2023년 CNCC의 오프라인 등록 참가자 수는 13,000명을 넘어섰다.

- 청소년 컴퓨터 과학 및 기술 포럼 (YOCSEF)[2]: 젊은 엘리트의 성장을 위한 연간 100개 이상의 이벤트.

- 국립 청소년 정보학 올림피아드 (NOI) : 젊은이들이 정보학에 대한 과학 및 기술 지식과 능력을 배우고 연습 할 수 있는 경쟁 플랫폼. 110,000명/년.

- 프로그래밍 트레이너 인증 프로그램 (PTA): 프로그래밍 교육 업계에서 학생과 학부모의 선발 비용을 줄이고 실무자의 전문 능력을 향상시키기 위해 CCF는 2020년 말부터 이 프로그램을 시작하여 권위 있고 신뢰할 수 있는 제3자 인증을 만들어 프로그래밍 트레이너가 자신의 능력을 사회에 입증할 수 있도록 했다.

- CCF Programming Proficiency Level Certification (GESP): 청소년의 프로그래밍 학습 능력을 테스트하기 위한 권위 있는 플랫폼으로, 일 년에 4번 인증을 받았으며 시험 언어는 C++, Scratch 및 Python이다. GESP는 젊은이들을 위한 컴퓨터 및 프로그래밍 교육 수준을 향상시키고 젊은이들을 위한 컴퓨터 및 프로그래밍 교육을 촉진하고 대중화하는 것을 목표로 한다.